# Eifel-Zoo
Koordinaten: 50° 9′ 8″ N, 6° 19′ 36,5″ O
Der Eifel-Zoo ist ein privat betriebener Tierpark, der sich in Lünebach, einer Ortsgemeinde im Eifelkreis Bitburg-Prüm in Rheinland-Pfalz, befindet. Auf dem 30 ha großen Gelände haben etwa 400 Tiere Platz.
Der Tierpark liegt westlich der B 410, die von Lünebach nach Pronsfeld führt, im Bierbachtal. Der Bierbach ist ein Zufluss der Prüm.

## Geschichte
Der Tierpark wurde 1972 vom Kölner Unternehmer Hans Wallpott (1927–2017) auf dem Gelände einer 1965 erworbenen ehemaligen Fischzucht eröffnet.
2002 zog der Hochwasser führende Bach den Zoo in Mitleidenschaft. 2007 wurde Wallpott vom Kragenbären Mike am Arm schwer verletzt.
Infolge eines Unwetters wurde der tiefer gelegene Teil des Zoos am 1. Juni 2018 vom Bierbach überflutet. Dabei entkam der letzte verbliebene Kragenbär Mike aus seinem Gehege. Er wurde erschossen. Wegen der unübersichtliche Lage wurde die Bevölkerung auch vor entkommenen Großkatzen gewarnt, diese hatten ihre Gehege jedoch nicht verlassen.
Isabelle Wallpott, die von ihrem Vater die Zooleitung übernommen hatte, zog sich nach der Unwetterkatastrophe zurück, seitdem leitet Hans Wallpotts Witwe Annemie Wallpott die Einrichtung.

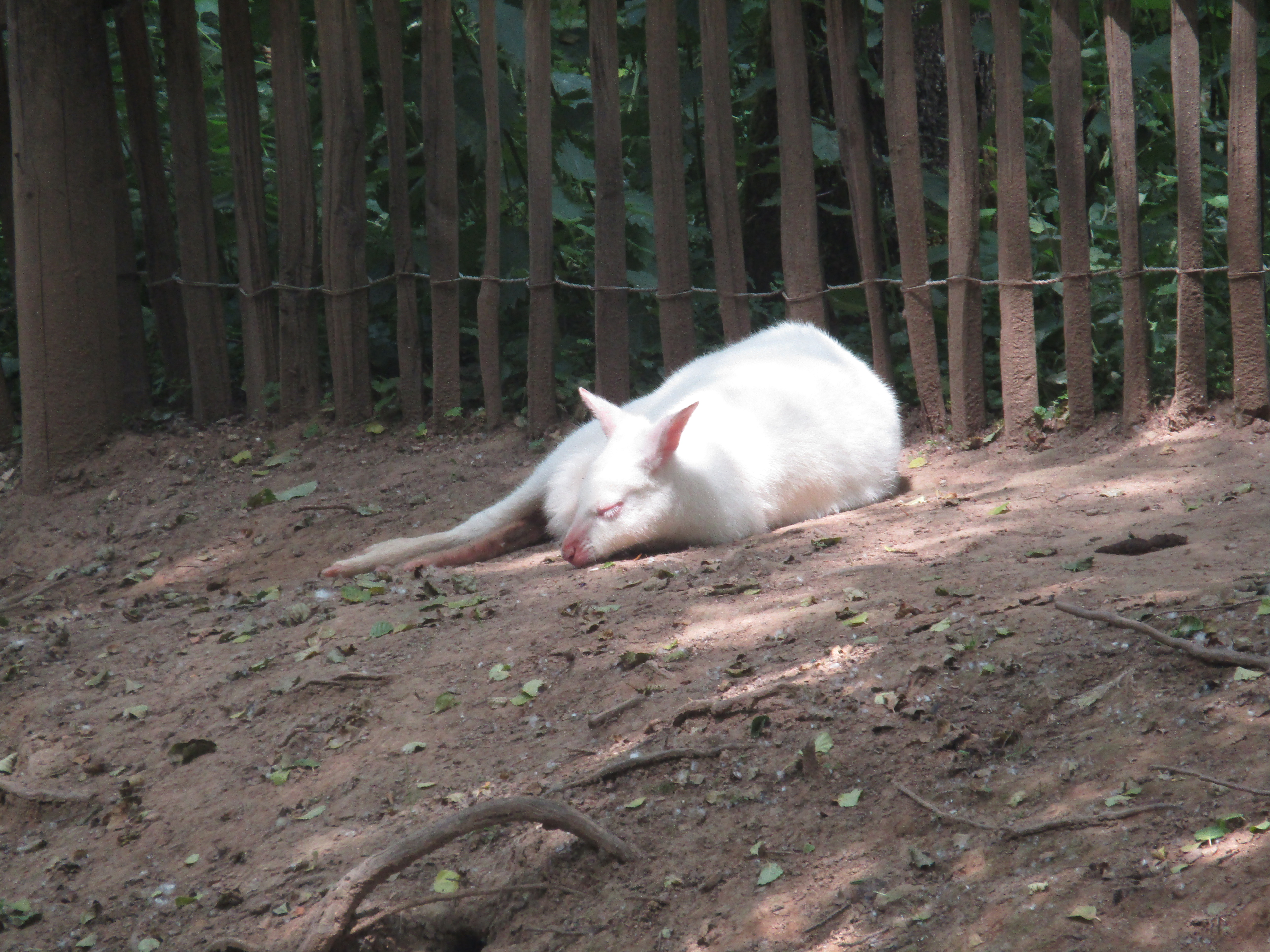
Rotnackenwallaby
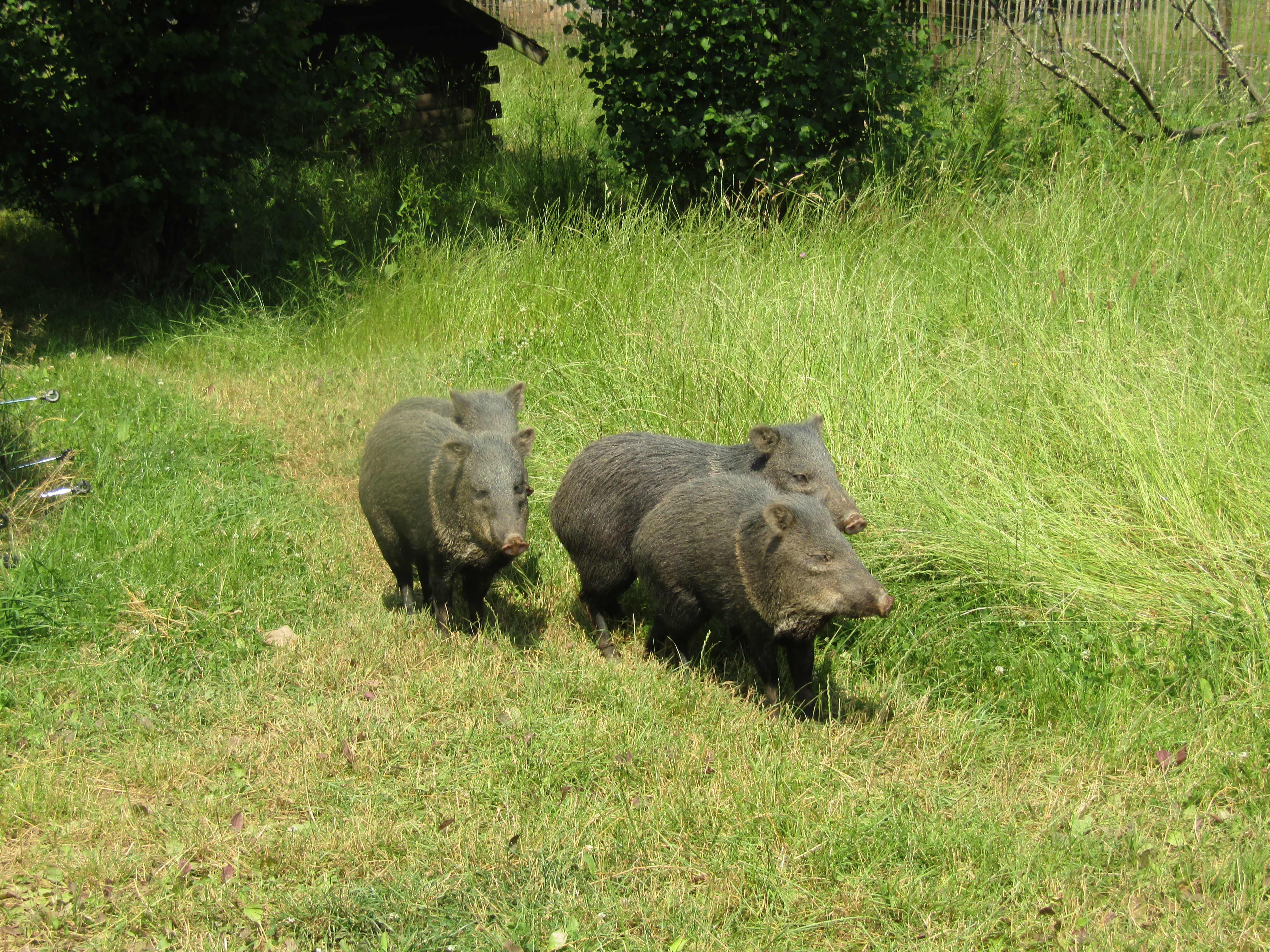
Halsbandpekari
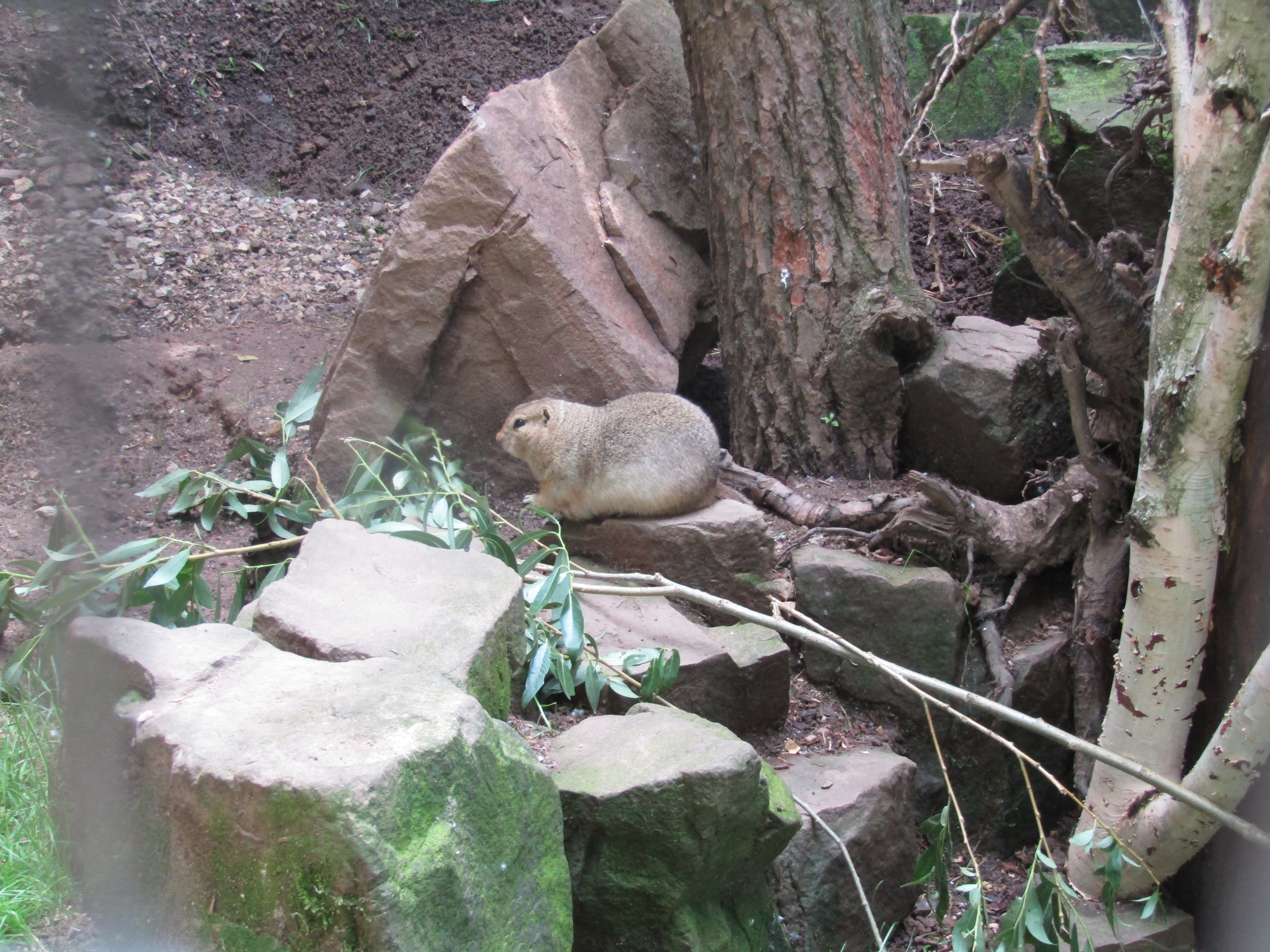
Richardson-Ziesel
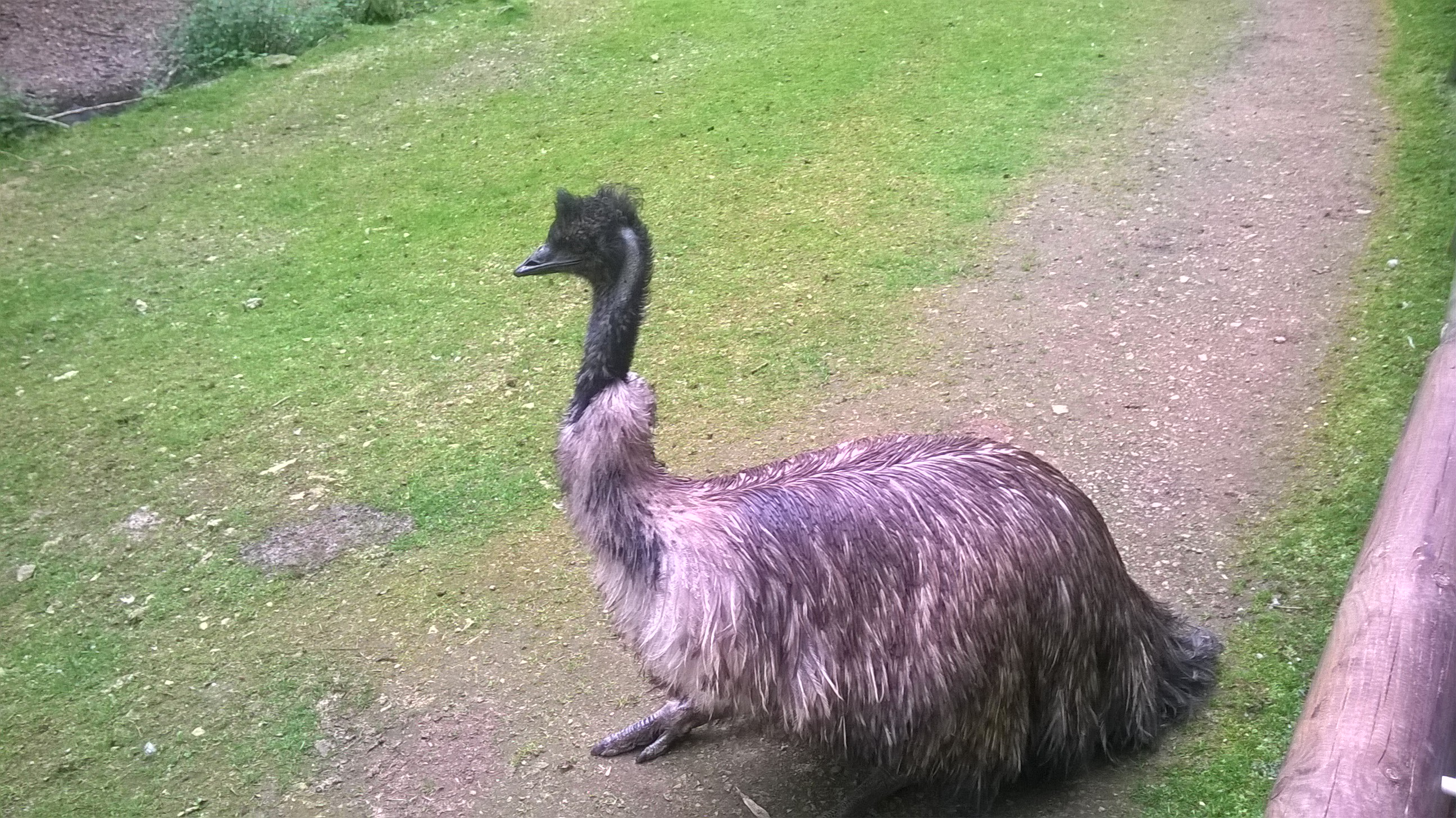
Emu